# طاق تلپک‌فروشان
طاق تلپک‌فروشان یک بازار سنتی سرپوشیده در میانهٔ تاریخی بخارا، در ازبکستان است.
این بازار در سدهٔ شانزدهم (سال‌های ۱۵۷۰–۱۵۷۱) در زمان فرمانروایی رسمی اسکندرخان از دودمان شیبانیان ازبک ساخته شده‌است. فرمانروای واقعی خانات بخارا در آن زمان پسرش عبدالله خان دوم بود. این طاق یکی از چندین بازار سرپوشیدهٔ کهن بخاراست. تا میانه‌های سدهٔ بیستم از آن در جایگاه بازار معمولی بهره برده می‌شد که بیشتر در آن جواهرات می‌فروختند، ولی کار بخشی از طاق، خریدوفروش ابزارهای گوناگون و نیازمندی‌های روزمره بود.
بازار سرپوشیده به سبک سنتی ایرانی ساخته شده‌است و هیچ ناهمسانی‌ای با بازارهای سنتی سرپوشیدهٔ همانند، در شهرهای کهن ایران مانند تهران، اصفهان، شیراز، تبریز یا مشهد ندارد.
نام طاق تلپک از زبان مردم بخارا که فارسیست گرفته شده (تلپک یک روسری یا کلاه بزرگ سنتی است که از پشم گوسفند ساخته می‌شود)، زیرا در برخی دوره‌ها شمار فراوانی مغازه روسری‌فروشی را در خود جای داده‌بود که در آن انواع گوناگون از سرپوش‌ها فروخته می‌شد.
این بازار سرپوشیده پیش از این با نام‌های طاق کتاب‌فروشان، طاق چارسوق آهنین، طاق خواجه محمد پران نیز شناخته می‌شد. پیرامون ساختمان بازار سرپوشیده انبارها، کاروان‌سراها (کاروانسرای کولوته)، هتل‌ها، مغازه‌های بازرگانان ساخته شده‌است.
این سازه دارای یک گنبد بزرگ و همچنین چندین گنبد کوچک‌تر است. با آجر سرامیکی ساخته شده‌است. امروزه طاق تلپک‌فروشان یک جاذبهٔ همه‌پسند است که در آن بیشتر، فروشگاه‌های سوغات و مغازه‌هایی وجود دارد که کالاهای کهن، سوغاتی، کاردستی مانند ظروف، رخت، سکه، گوهر، تندیس، فرش، کتاب، ساز، نقاشی و… می‌فروشند.
سازهٔ بازار در میانهٔ تاریخی بخارا، در خیابان حقیقت و در کنار دیگر جاذبه‌های اصلی شهر کهن جای دارد و همراه با دیگر سازه های معماری، باستان‌شناسی، دینی و فرهنگی بخارا، با نام - «میانهٔ تاریخی بخارا» در فهرست میراث جهانی یونسکو گنجانده شده‌است.

## بن‌مایه
- همکاری‌کنندگان ویکی‌پدیا، «Токи Тельпакфурушон»، ویکی‌پدیای روسی، دانشنامهٔ آزاد (بازیابی ۲۸ آذر ۱۴۰۰)
- «میانهٔ تاریخی بخارا». یونسکو. دریافت‌شده در ۲۸ آذر ۱۴۰۰.

1. ↑  "میانهٔ تاریخی شهر بخارا". {{cite web}}: |access-date= requires |url= (help); Check date values in: |access-date= (help); Missing or empty |url= (help)